# Manoa tangae
Manoa tangae är en tvåvingeart som beskrevs av Andersen och Ole Anton Saether 1997. Manoa tangae ingår i släktet Manoa och familjen fjädermyggor. Inga underarter finns listade i Catalogue of Life.